# Província de Sofia-Ciutat
La província de Sofia-Ciutat (en búlgar: Област София-град), és una província (oblast) situat a l'oest de Bulgària, amb capital a la ciutat de Sofia. La província es troba rodejada per la província de Sofia excepte a la part sud-occidental, on limita amb la província de Pernik.

## Subdivisions

### Ciutats
Bankia, Elkhovo, Novi Iskar, Sofia

## Pobles
Balxa, Bistritsa, Busmantsi, Txepintsi, Dobroslavtsi, Dolni Bogrov, Dolni Passarel, Guerman, Gorni Bogrov, Ivaniane, Jeleznitsa, Jeliava, Jiten, Kazitxene, Klissura, Kokaliane, Krivina, Kubratovo, Katina, Lokorsko, Lozen, Malo Butxino, Martxaevo, Miroviane, Mramor, Negovan, Pantxarevo, Plana, Podgumer, Svetovratxene, Vladaia, Voluiak, Voinegovtsi, Iana